# 133. вечити дерби у фудбалу
132. вечити дерби у фудбалу је фудбалска утакмица одиграна у Београду 5. априла 2008. године, између Црвене звезде и Партизана. Утакмица се завршила резултатом 1 : 1 (1 : 1).